# Hans-Jürgen Beerfeltz

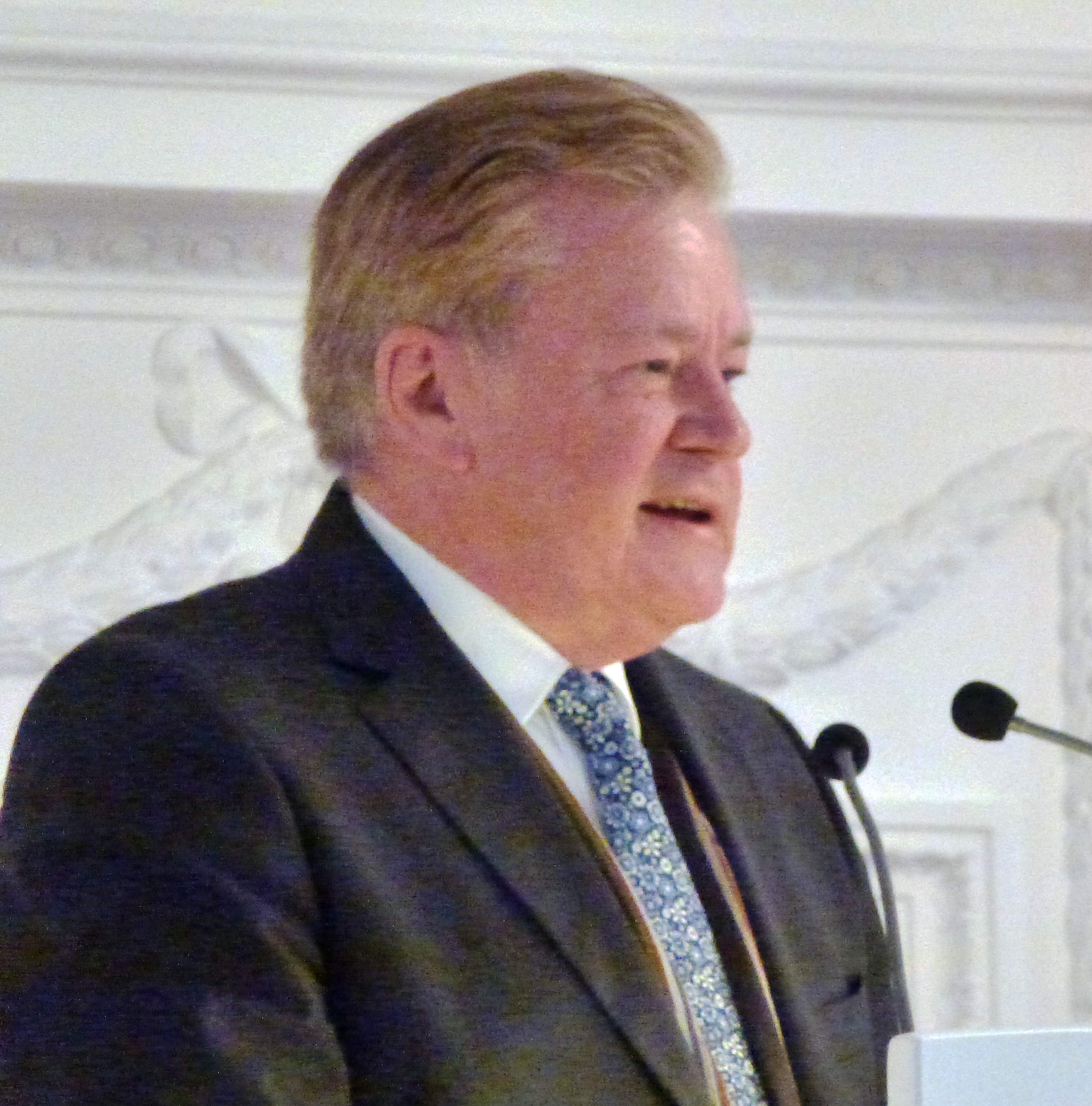
Hans-Jürgen Beerfeltz 2011

Hans-Jürgen Beerfeltz (* 8. April 1951 in Lübeck; † 20. Januar 2016 in Berlin) war ein deutscher Politiker (FDP).

## Leben
Beerfeltz studierte Soziologie an der Universität Hamburg. Von 1988 bis 1992 war Hans-Jürgen Beerfeltz Büroleiter im Büro Otto Graf Lambsdorff, von 1992 bis 1995 Vizepräsident der Bundeszentrale für politische Bildung. Vom 20. September 1995 bis 9. November 2009 war er Bundesgeschäftsführer der FDP. Seine Nachfolgerin wurde im April 2010 Gabriele Renatus. Nach dem Regierungswechsel 2009 übernahm er das Amt des Staatssekretärs im Bundesministerium für wirtschaftliche Zusammenarbeit und Entwicklung. Ende 2010 wurde er Aufsichtsratsvorsitzender der aus Fusion von GTZ, DED und InWent hervorgegangenen Entwicklungshilfeorganisation Gesellschaft für Internationale Zusammenarbeit (GIZ). Aus beiden Ämtern schied er im Dezember 2013 aus. Ab April 2014 war er Generalsekretär der Westerwelle Foundation.
Beerfeltz wurde auf dem Friedhof II der Sophiengemeinde Berlin beigesetzt.